# Pictionary
Pictionary är ett ord- och sällskapsspel från 1985 konstruerat av Rob Angel och utgivet av flera företag i olika områden. Spelet spelas i lag varur lagmedlemmarna ska gissa vad en i laget ritar.
Varje lag har en spelpjäs som de förflyttar över spelplanens rutor för att hålla koll på ställningen. Varje ruta indikerar med en färg eller tecken vilken typ av bild som ska ritas. Vissa rutor gör så att alla lag ska rita samma sak samtidigt, då är det laget som gissar rätt först som vinner den omgången.
Spelaren som valts att rita (denna roll roteras) ur laget som börjar, startar spelet genom att dra ett kort från högen med Pictionary-kort och ska sedan rita det som står skrivet på kortet. Inga bokstäver eller siffror får användas. Lagmedlemmarna gissar vad personen försöker rita och om de gissar rätt får de slå en tärning och gå så många steg framåt, annars går turen vidare till nästa lag.